# Museo Segrelles
El Museo Segrelles, dedicado al pintor valenciano Josep Segrelles, se ubica en la ciudad de Albaida (Valencia), en España.
Después de vivir y trabajar en Barcelona y Nueva York, decide fijar su residencia en su pueblo natal en 1932, y con los diseños que realizó durante su estancia en América, empezó a construir en 1940 la que fue su Casa-Museo, donde vivió y pintó hasta su muerte el 3 de marzo de 1969.
Es en la Casa-Museo donde se encuentra la colección antológica más importante del artista, con tal cantidad de originales, que nos permiten conocer su trayectoria artística, desde sus principios, con retratos familiares, hasta su óleo póstumo El Pentecostés, obra cumbre de sus temas místicos.
También encontramos las ilustraciones que realizó para las novelas de Blasco Ibáñez, “La Divina Comedia” de Dante, pasajes de la V y IX sinfonías de Beethoven, los cuentos de “Las Mil y Una Noches” y de otros autores como Poe, Wells, Cervantes, etc, e incluso una propia pesadilla del pintor. Cabe destacar otras fantasías referidas a la anatomía humana interna y los temas “siderales” (astronomía), para completar con algunos temas religiosos importantes.